# Leopold Tajner
Leopold Tajner (ur. 15 maja 1921 w Roztropicach, zm. 25 lutego 1993 w Wiśle) – polski skoczek narciarski, kombinator norweski, biegacz narciarski, trener. Inicjator budowy wielu skoczni. Brat olimpijczyka Władysława Tajnera, a także Alojzego i Jana. W 1952 wziął ślub z Heleną z domu Madeja. Miał czworo dzieci, trzy córki – Aldonę, Jolantę i Barbarę oraz syna Apoloniusza Tajnera.

## Przebieg kariery zawodniczej
Tajner, syn Franciszka, Austriaka z okolic Ramsau i Franciszki Lens, córki austriackiego żandarma Franza Theinera, jako dziecko pracował w kamieniołomie, aby zarobić na swoje pierwsze narty. Miał dziewięcioro rodzeństwa, czwórka zmarła w dzieciństwie. Skakał na skoczni w Goleszowie. Wygrał konkurs w skokach o puchar dyrektora goleszowskiej cementowni. Został mistrzem Śląska juniorów w skokach. W 1935 ukończył szkołę podstawową. Znalazł zatrudnienie jako pomocnik mechanika lotniczego. Zdobył uprawnienia pilota oblatywacza szybowców, ukończył kurs lotów holowanych i akrobacji lotniczej. Zimą brał udział w zgrupowaniach Śląskiego Okręgowego Związku Narciarskiego, startując w zawodach. Zaczął też uczęszczać do technikum lotniczego w Katowicach, lecz wybuch wojny przerwał edukację. Przez trzy lata był robotnikiem przymusowym w okolicach Oberstdorfu, gdzie pracował przy torach kolejowych, a następnie, jako Ślązak, został siłą wcielony do armii niemieckiej, gdzie pracował w roli mechanika samolotowego. Był m.in. we Francji, Afryce i Ukrainie podczas walk na froncie wschodnim.
Po wojnie nadal zajmował się narciarstwem i szybownictwem. Pracował jako instruktor w Szkole Szybowcowej Ligi Lotniczej na Górze Chełm. Trenował swojego młodszego brata, Władysława. Sam startował w kombinacji norweskiej. W lutym 1946 r. zwyciężył w pierwszych ogólnopolskich zawodach narciarskich Organizacji Młodzieży Towarzystwa Uniwersytetu Robotniczego (OM TUR) odbywających się w Zieleńcu. W 1948 reprezentował Polskę na igrzyskach w Sankt Moritz. Zajął 34. miejsce w kombinacji (w biegu był 35. z czasem 1:38:45.0 i notą 126,0 pkt. oraz 20. w skokach – 61,5 m, 58 m i 55 m z notą 195,5 pkt.) i 76. w biegu na 18 km. Na olimpiadę pojechał w mundurze amerykańskiego oficera, gdyż nie miał własnego, reprezentacyjnego ubrania. Przed powrotem do domu wygrał konkurs skoków w Szpindlerowym Młynie. Pokonał skoczków z Norwegii, Szwecji i Czechosłowacji, m.in. Asbjørna Ruuda. W pierwszej serii, w trudnych warunkach, uzyskał 79 metrów i zdobył Wielką Nagrodę Czechosłowacji. W drugiej serii wylądował w tym samym miejscu. Został wicemistrzem Polski w skokach (1949) i w kombinacji (1950). W 1950 wygrał międzynarodowy konkurs skoków w Oberhofie. 11 marca 1951 zajął drugie miejsce w zawodach skoków na Memoriale Bronisława Czecha i Heleny Marusarzówny. W 1952 w Oslo był na 39. miejscu w skokach na olimpiadzie (skoki na 57 m i 56,5 m z notą 178,0 pkt.). Wystąpił z kontuzją, gdyż podczas treningu zwichnął nogę w kolanie. W 1960 swym skokiem otworzył skocznię w Nydku w Czechosłowacji. Po licznych operacjach plastyki ścięgien obu kolan zakończył karierę narciarską.

## Praca trenerska
Tajner ukończył kursy szkoleniowe i został trenerem klasy mistrzowskiej. Dzięki niemu zamontowano oświetlenie na skoczni w Goleszowie. Brał też udział w budowie ok. 10 skoczni, boiska do gier sportowych, urządzeń lekkoatletycznych i biegowego toru igelitowego. Wybudował trzy skocznie w Goleszowie, które zostały pokryte igelitem w latach 60. Dwie z nich istnieją do dzisiaj. Był też inicjatorem budowy skoczni w Wiśle-Centrum. Na wzór norweski włączył do treningu zawodników skoki do wody. Uczył ich także skoków na słomę (później używał drabinek i płótna, a także mat kokosowych i słomy ryżowej) i na stalowej linie. Celem tego rodzaju treningów skoczków było opanowanie podstawowych elementów: dojazdu, odbicia i lądowania. Pracował w Olimpii Goleszów, Górniku Koniaków i ROW Rybnik. W latach 90. zrezygnował z działalności trenerskiej. Wychował setki skoczków, kombinatorów i biegaczy narciarskich. Za swój wkład w narciarstwo otrzymał wiele odznaczeń i nagród państwowych, między innymi tytuł Mistrza Sportu, Złotą Odznakę PZN, Krzyż Kawalerski Orderu Odrodzenia Polski, Złotą Odznakę Zasłużony w rozwoju województwa katowickiego, Zasłużonego Działacza Kultury Fizycznej, Medale 30-lecia i 40-lecia Polski Ludowej, Zasłużonego Działacza Sportu Związkowego, Złotą Odznakę Zasłużonemu w rozwoju województwa katowickiego i inne. Zmarł 25 lutego 1993 roku. Pochowany jest na cmentarzu katolickim. Obecnie rozgrywany jest memoriał ku jego czci.

## Osiągnięcia

### Igrzyska olimpijskie
| 1948 Sankt Moritz | – | 34. miejsce (w kombinacji norweskiej), 76. miejsce (w biegu na 18 km) |
| 1952 Oslo         | – | 39. miejsce (w skokach)                                               |

#### Starty L. Tajnera w kombinacji naigrzyskach olimpijskich– szczegółowo
| Miejsce | Dzień                  | Rok  | Miejscowość  | Dyscyplina/konkurencja                    | Wynik       | Strata      | Zwycięzca   |
| ------- | ---------------------- | ---- | ------------ | ----------------------------------------- | ----------- | ----------- | ----------- |
| 34.     | 31 stycznia – 2 lutego | 1948 | Sankt Moritz | kombinacja norweska skoki + bieg na 18 km | 321,50 pkt. | 127,30 pkt. | Heikki Hasu |

#### Starty L. Tajnera w biegach naigrzyskach olimpijskich– szczegółowo
| Miejsce | Dzień       | Rok  | Miejscowość  | Dyscyplina    | Czas      | Strata    | Zwycięzca        |
| ------- | ----------- | ---- | ------------ | ------------- | --------- | --------- | ---------------- |
| 76.     | 31 stycznia | 1948 | Sankt Moritz | bieg na 18 km | 1:38:45,0 | 0:24:55,0 | Martin Lundström |

#### Starty L. Tajnera w skokach naigrzyskach olimpijskich– szczegółowo
| Miejsce | Dzień     | Rok  | Miejscowość | Skocznia     | Konkurs  | Skok 1 | Skok 2 | Nota      | Strata   | Zwycięzca        |
| ------- | --------- | ---- | ----------- | ------------ | -------- | ------ | ------ | --------- | -------- | ---------------- |
| 39.     | 24 lutego | 1952 | Oslo        | Holmenkollen | indywid. | 57,0 m | 56,5 m | 178,0 pkt | 48,0 pkt | Arnfinn Bergmann |

### Sukcesy krajowe
- wicemistrz Polski w skokach: 1949[8]
- wicemistrz Polski w kombinacji: 1950
- brązowy medalista mistrzostw Polski w skokach: 1951[8].

### Sukcesy zagraniczne
- Wielka Nagroda Czechosłowacji: 1948.